# Синюшин Брід
Синюшин Брід (до 2025 — Синюхин Брід) — село в Україні, у Первомайському районі Миколаївської області. Адміністративний центр Синюхинобрідської сільської громади. Лежить на лівому березі річки Синюхи, за 15 км на північ від міста Первомайська і за 5 км від вузлової залізничної станції Підгородна. Населення становить 1708 осіб.

## Археологічні розвідки
У села виявлені залишки поселення епохи неоліту, міді і бронзи (V, IV і II тисячоліття до н. ери).

## Історія
Населений пункт заснований в середині XVIII ст. За часів Запорізької Січі через річку Синюху тут був брід, звідси — назва села.
1859 року у селі південних мешканців Єлисаветградського повіту Херсонської губернії, мешкало 1362 особи (695 чоловічої статі та 667 — жіночої), налічувалось 284 дворових господарства, існувала православна церква.
Станом на 1886 рік у колишньому державному селі Вільшанської волості мешкало 2014 осіб, налічувалось 331 дворове господарство, існували православна церква й школа.
За даними 1894 року у селі мешкало 3157 осіб (1558 чоловічої статі та 1599 — жіночої), налічувалось 574 дворових господарств, існували православна церква, земська школа на 57 учнів (45 хлопчиків й 12 дівчаток), церковнопарафіяльна школа на 14 учнів (10 хлопчики й 4 дівчаток), водяний млин, 8 лавок, базари відбувались 26 днів на рік.
За переписом 1897 року кількість мешканців зросла до 3288 осіб (1611 чоловічої статі та 1677 — жіночої), з яких 3187 — православної віри.
Під час організованого радянською владою Голодомору 1932—1933 років померло щонайменше 635 жителів села.
Під час Німецько-радянської війни 540 жителів села було мобілізовано до лав Червоної армії, 327 з них загинули, 57 — нагороджені орденами і медалями. У 1967 році в центрі села споруджений пам'ятник воїнам 5-го гвардійського Червонопрапорного Донського козацького кавалерійського корпусу, полеглим у бою за звільнення Синюхина Броду від німецьких військ.
05 червня 2025 року відповідно до Постанови Верховної Ради України № 4483-IX село Синюхин Брід було перейменовано на село Синюшин Брід. Постанова набула чинності 18 червня 2025 року.

## Населення
Згідно з переписом УРСР 1989 року чисельність наявного населення села становила 1897 осіб, з яких 880 чоловіків та 1017 жінок.
За переписом населення України 2001 року в селі мешкали 1703 особи.

### Мова
Розподіл населення за рідною мовою за даними перепису 2001 року:
| Мова       | Відсоток |
| ---------- | -------- |
| українська | 93,91 %  |
| російська  | 4,33 %   |
| молдовська | 0,82 %   |
| угорська   | 0,76 %   |
| білоруська | 0,18 %   |

## Економіка
На території села обробляється 5960 га сільськогосподарських угідь, в тому числі 5498 га орних земель. 360 га зрошується. Тут вирощують озиму пшеницю, овес, кукурудзу, соняшник, цукровий буряк і овочі; розвинене тваринництво. Підсобні підприємства — млин, олійниця.
За успіхи в розвитку сільськогосподарського виробництва 34 трудівники села удостоєні урядових нагород, в тому числі орденів Леніна і Трудового Червоного Прапора — начальник механізованого загону В. В. Перков. У 1967 р. за ударну працю на збиранні врожаю в Монгольській Народній Республіці він нагороджений Почесною грамотою Ради Міністрів МНР. Орденів Леніна і Жовтневої Революції удостоєний тракторист І. Т.  Погрібний; орденів Леніна і «Знак Пошани» — комбайнери А. І. Розмарица і Б. І. Пушкаш; орденів Жовтневої Революції і Трудового Червоного Прапора — бригадир комплексної бригади П. П. Кравець, він нагороджений також срібною медаллю ВДНГ СРСР. Кавалером ордену Жовтневої Революції є ланковий колгоспників-будівельників П. В. Каратєєв.

## Освіта і культура
У Синюшиному Броді працює середня школа (33 учителі і 464 учнів). Учитель Б. П. Мельничук — ветеран Другої Світової війни, кавалер двох орденів Червоної Зірки і ордена Вітчизняної війни 1-го ступеня за успіхи в навчанні і вихованні підростаючого покоління удостоєний ордену Леніна. У селі є будинок культури із залом на 550 місць, дві бібліотеки з книжковим фондом 20 тис. екземплярів, дільнична лікарня на 50 ліжок (25 медпрацівників, в тому числі три лікарі), аптека, дитячий сад на 70 місць.
До послуг синюхобридців — шість магазинів, швацька майстерня, відділення Укрпошти та Ощадбанку України, АТС на 50 номерів.